# Winterhagen
Winterhagen, bis Anfang des 20. Jahrhunderts Oberwinterhagen, ist ein Ort und Stadtteil in Hückeswagen im Oberbergischen Kreis im südlichen Nordrhein-Westfalen innerhalb des Regierungsbezirks Köln (Deutschland).

## Lage und Beschreibung
Winterhagen liegt im Westen Hückeswagens nahe Scheideweg. Weitere Nachbarorte sind Niederwinterhagen, Sonnenschein, Oberdorp, Niederdorp, Junkernbusch, Heidt, Dörpe und der größere Stadtteil Wiehagen. An Bedeutung gewonnen hat der Ort durch den Bau des größten Industriegebietes der Stadt Hückeswagen, dem „Gewerbepark Bergisch Land/Winterhagen“. Angesiedelt haben sich hier Firmen wie beispielsweise das Maschinenbauunternehmen Klingelnberg.
Durch den Ort fließt der Winterhagener Bach, ein Zufluss des Bachs Dörpe.

## Geschichte
1407 wurde der Ort das erste Mal urkundlich erwähnt: Ein Johan Wynterhaige, Richter zu Hokishouen, erscheint in einer Urkunde über den Verzicht des Stael v. Holstein auf das bergische Erbdrosten- und Erbhofmeisteramt. Schreibweise der Erstnennung: Wynterhaige.
Im 18. Jahrhundert gehörte der Ort zum  bergischen Amt Bornefeld-Hückeswagen. 1815/16 lebten 54 Einwohner im Ort. 1832 gehörte Winterhagen unter dem Namen Oberwinterhagen der Großen Honschaft an, die ein Teil der Hückeswagener Außenbürgerschaft innerhalb der Bürgermeisterei Hückeswagen war. Der laut der Statistik und Topographie des Regierungsbezirks Düsseldorf als Weiler kategorisierte Ort besaß zu dieser Zeit vier Wohnhäuser und acht landwirtschaftliche Gebäude. Zu dieser Zeit lebten 67 Einwohner im Ort, 55 katholischen und zwölf evangelischen Glaubens.
Im Gemeindelexikon für die Provinz Rheinland werden für 1885 neun Wohnhäuser mit 76 Einwohnern angegeben. Der Ort gehörte zu dieser Zeit zur Landgemeinde Neuhückeswagen innerhalb des Kreises Lennep. 1895 besitzt der Ort neun Wohnhäuser mit 47 Einwohnern, 1905 unter dem Namen Winterhagen zwölf Wohnhäuser und 105 Einwohner.
Zu Beginn des 20. Jahrhunderts wurde Oberwinterhagen in Winterhagen umbenannt.

## Vereine und Einrichtungen
Große Bedeutung für den Ort hat der Sportverein TV Winterhagen, der auch den gesellschaftlichen Mittelpunkt darstellt. Die Trampolin-Turner des Vereins konnten auf nationalen Meisterschaften zahlreiche Titel gewinnen.

## Verkehr
Bis zur Stilllegung der Wippertalbahn 1995 gab es in Winterhagen einen Eisenbahn-Haltepunkt der bei 51° 8′ 54,2″ N, 7° 18′ 4″ O lag.